# Gilles Lecoffre
Gilles Lecoffre, né en 1957, est un peintre français,

## Expositions
- Galerie Verrière, Lyon, du 11 septembre au 20 octobre 1984[1]